# Preobraženskaja ploščad'
Preobraženskaja ploščad' (in russo  Преображе́нская пло́щадь?), che in italiano significa Piazza della Trasfigurazione, è una fermata della Metropolitana di Mosca, posta sulla Linea Sokol'ničeskaja. Presenta un design con pilastri in marmo verde e mura piastrellate, che risalgono al momento di massimo splendore di tale stile (1965). L'architetto fu N.I. Demchinskiy.
Preobraženskaja ploščad' presenta due ingressi sotterranei, con uscite su Piazza Preobraženskaja, e sulle vie Preobrazhenskiy Val, Bolshaja Cherkizovskaja e Krasnobogatyrskaja.
Tra Preobraženskaja ploščad' e Sokol'niki i treni attraversano il fiume Jauza su un ponte progettato da G. Suvorova.
Quando la stazione fu inaugurata, costituì il capolinea nord della linea, e i tunnel si estendevano per un breve tratto oltre la stazione.